# タルソスに上陸するクレオパトラ

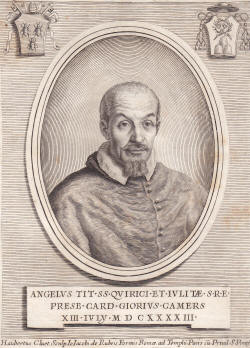
絵画を委託した枢機卿アンジェロ・ジオリ。

『タルソスに上陸するクレオパトラ』（タルソスにじょうりくするクレオパトラ、仏: Le Débarquement de Cléopâtre à Tarse, 英: The Disembarkation of Cleopatra at Tarsus）は、フランスのバロックの画家クロード・ロランが1642年から1643年に制作した絵画である。油彩。主題は古代エジプト、プトレマイオス朝の女王クレオパトラ7世とマルクス・アントニウスのエピソードから取られている。フランス国王ルイ14世のコレクションに由来し、現在はパリのルーヴル美術館に所蔵されている。また本作品の準備素描がダービーシャーのチャッツワース・ハウスにあるデボンシャー公爵のコレクションに所蔵されている。

## 主題
女王クレオパトラはユリウス・カエサル暗殺から3年後の紀元前42年のフィリッピの戦いで、カエサルを暗殺したマルクス・ユニウス・ブルートゥスの側を味方した。しかしブルートゥスが敗れたとき、クレオパトラはその行動を問い質すためマルクス・アントニウスに出頭を命じられた。ところがその翌年、キリキア地方の都市タルソスに降り立ったクレオパトラは逆にアントニウスを魅了したと伝えられる。2人の間には双生児が生まれ、妻オクタウィアがいたにもかかわらずアントニウスは彼女と離婚し、クレオパトラと結婚した。しかし前31年のアクティウムの海戦で敗れ、2人は自害し、300年にわたってエジプトを支配したプトレマイオス王朝は滅亡した。

## 制作背景
この絵画はローマ教皇ウルバヌス8世の最も近い協力者の1人であるアンジェロ・ジオリ枢機卿の委託によるものである。おそらくそれがバルベリーニ家の紋章が絵画に登場する理由と思われる。クロード・ロランのパトロンであったウルバヌス8世の世俗的な名前マッフェオ・ヴィンチェンツォ・バルベリーニが示すように教皇はバルベリーニ家の出身であり、ジオリ自身もバルベリーニ家ゆかりの人物であった。ジオリはクロード・ロランに1638年から1643年までに8作品を委託した。

## 作品

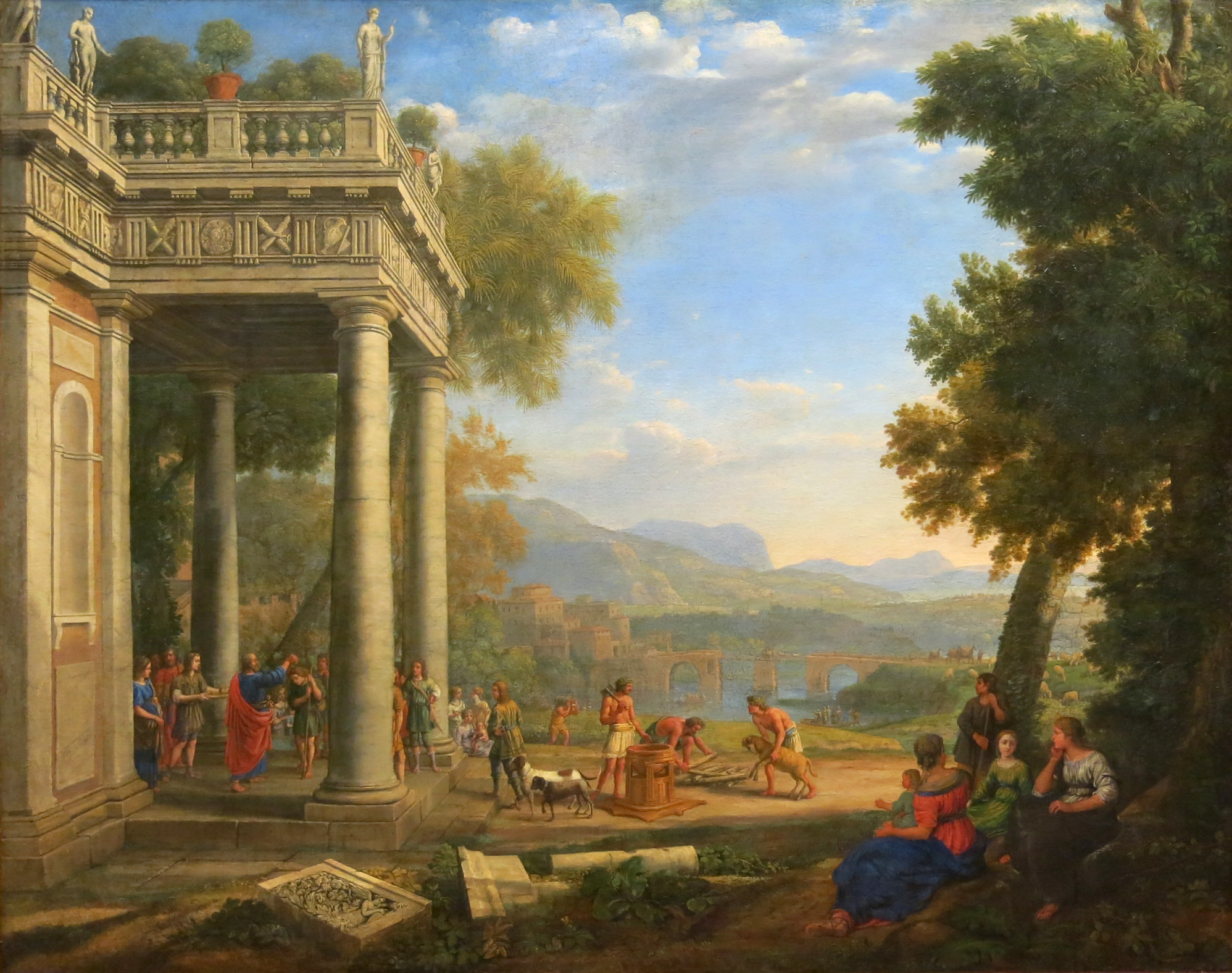
1643年の対作品『サムエルによってイスラエルの王を戴冠したダビデのいる風景』。ルーヴル美術館所蔵。

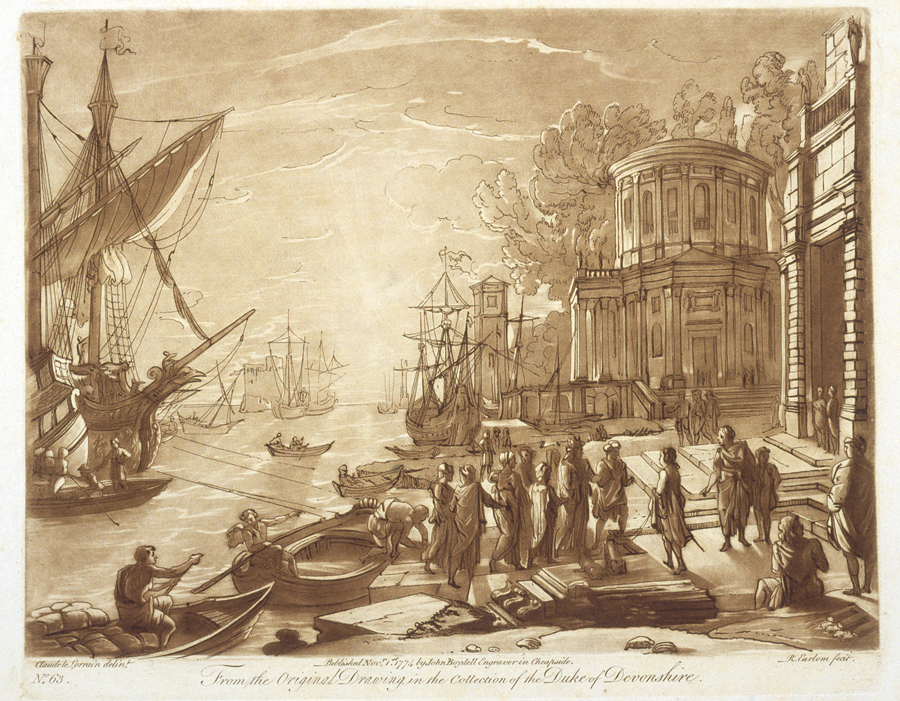
贋作を避けるためのクロード・ロランの作品目録『リベル・ヴェリタリス』（Liber Veritatis, 真実の書の意）において本作品は63番に記録されている。

クロード・ロランはタルソスに到着したクレオパトラが侍女を従えて上陸する様子を、得意とする古典的建築学的モチーフと帆船とともに、夕日に照らされた港の中に描いている。タルソスは小アジアの南東の海岸部に位置する都市である。画家はプルタルコスの『対比列伝』「マルクス・アントニウス伝」に影響を受けたと思われ、画面右下の前景で侍女たちを従えたクレオパトラはデリウスの案内によってアントニウスと対面してる。帆船は画面の左側に並び、マストと帆が左側全体を占めている。船舶と港の間には乗客を降ろすためのボートがいくつも並んでいる。右側にはルネッサンス様式の宮殿のファサードがあり、背景には背の高い木々が立つもう1つの宮殿がある。これらの建築要素は想像上のものであり、実在の建築物を参照することは出来ない。キャンバスの背景の中央部分には太陽があり、いくつかのボートは夕方の光で容明している。
構成のディテールのいくつかは、プラド美術館の『オスティアで乗船するローマの聖パウラがいる風景』（Paisaje con el embarque en Ostia de Santa Paula Romana, 1939年）やナショナル・ギャラリーの『聖ウルスラの乗船』（Seaport with the Embarkation of Saint Ursula, 1641年）といった、画家の以前の作品から取られている。
この作品の最も優れた要素の1つは太陽の存在である。画家の作品の主な特徴の1つは、イタリアの自然主義（カラヴァッジョ）やフランスのリアリズム（ジョルジュ・ド・ラ・トゥール、ル・ナン兄弟）のような拡散光や人工光ではなく、直接的な自然光の使用であり、画面中央の太陽からやって来くる光が絵画のすべての部分を穏やかに照らしている。そしてしばしば光と影の特定の領域に強いコントラストを配置したり、特定の要素に影響を与えて強調する逆光を配置している。多くの場合、それは水平線を消失点とし、その場所に鑑賞者を引き付ける明るさの中心点を作り出している。というのは、ほとんど目をくらませる光が背景を前景に近づける焦点の働きをするからである。光は絵画の背景から拡散して拡大すると、それだけで奥行きを作り出し、輪郭をぼかし、色彩を低下させて絵画の空間を作り出す効果がある。一般的にクロード・ロランは構成を連続する水平面に配置し、周囲の光に包まれて失われるまで徐々に輪郭が消えて行き、最終的に視力が届かなくなる無限に近い距離を感じさせる。彼は港での典型的な場面で太陽を導入したが、これは比喩的な主題のために登場人物を行動させる口実として機能する。一方で、開けた土地での風景では絵画の側面からの拡散光が多く、港のように直接的にではなく穏やかに光を浴びている。

## 来歴

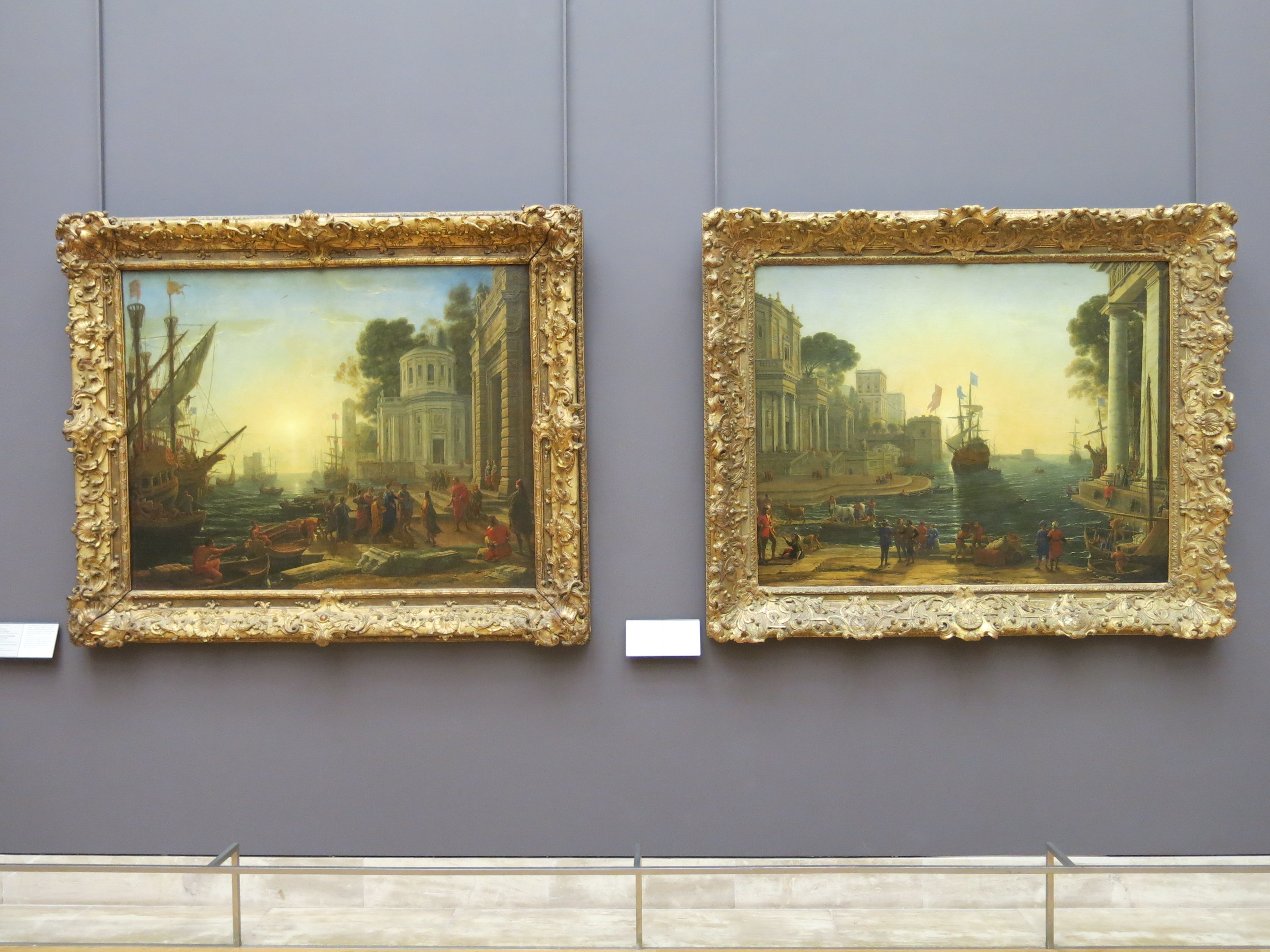
ルーヴル美術館での展示の様子。並んで展示されているのは同じくクロード・ロランの1644年頃の絵画『クリュセイスを父親のもとに送り返すオデュッセウス』。

本作品は『預言者サムエルによって王として聖別されたダビデ』（David sacré roi par Samuel, 1643年）の対作品として制作されたのち、1682年に両作品ともにルイ14世が取得して、ヴェルサイユ宮殿に置き、1785年にルーヴル美術館に移された。
1695年、キャンバスは左右に10センチの追加を受けて画面が拡張されたが、1797年3月に復元された。

## ギャラリー

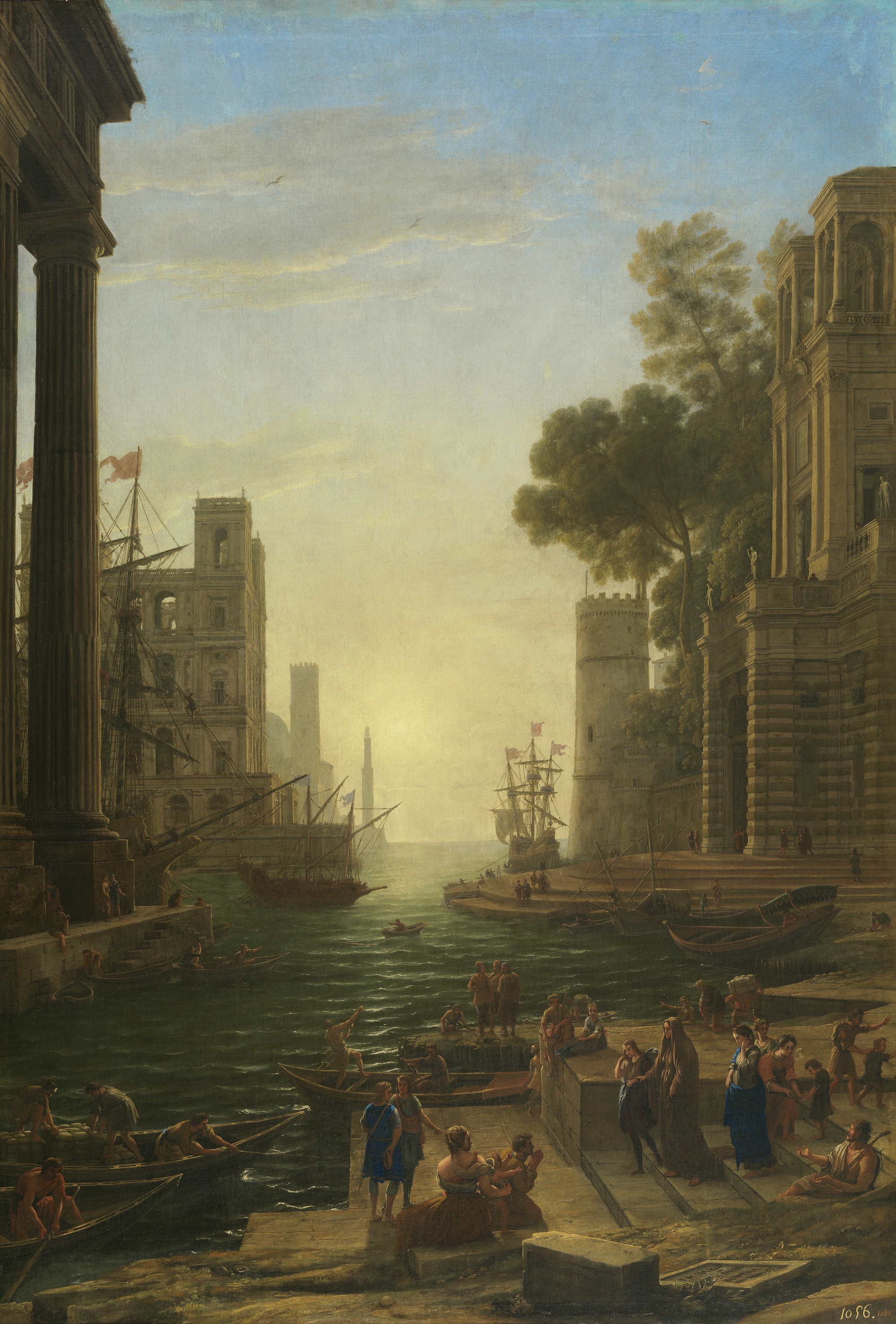
『オスティアで乗船するローマの聖パウラがいる風景』1939年 プラド美術館
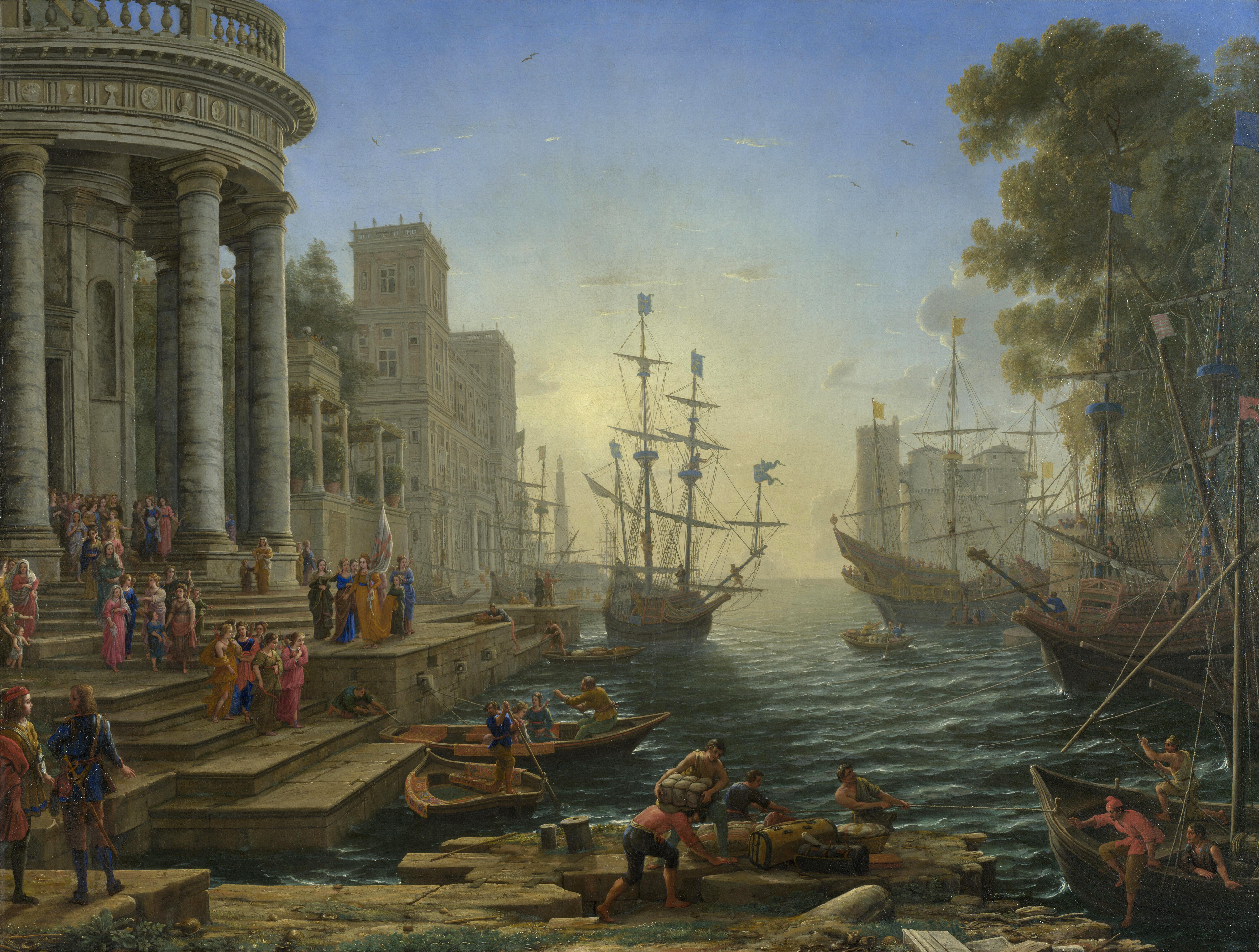
『聖ウルスラの乗船』1641年 ロンドン・ナショナル・ギャラリー所蔵